# بابلو كماتشو
بابلو كماتشو (بالإسبانية: Pablo Camacho) (12 ديسمبر 1990 بكاراكاس في فنزويلا - ) هو مدرب كرة قدم ولاعب كرة قدم فنزويلي في مركز الدفاع. شارك مع منتخب فنزويلا تحت 20 سنة لكرة القدم ومنتخب فنزويلا لكرة القدم. أما مع النوادي، فقد لعب مع ديبورتيفو تاشيرا ونادي كاراكاس وDeportivo Anzoátegui S.C. ‏ وديبورتيفو ميراندا وديبورتيفو إيطاليا ‏ وإسبانيول ب وAragua F.C. ‏ وDeportivo La Guaira F.C. ‏.

## روابط خارجية
- بابلو كماتشو على موقع قاعدة بيانات كرة القدم.إي يو (الإنجليزية)
- بابلو كماتشو على موقع ناشيونال فوتبول تيمز (الإنجليزية)
- بابلو كماتشو على موقع Soccerway.com (الإنجليزية)